# Ferri-ghoseite
La ferri-ghoseite (simbolo IMA: Fgh) è un raro minerale del supergruppo dell'anfibolo, all'interno del quale viene collocato nel "gruppo degli anfiboli con W(OH,F,Cl)-dominante" e da lì al sottogruppo degli anfiboli di sodio-(magnesio-ferro-manganese) dove occupa un posto nel "gruppo contenente la radice ghoseite nel nome"; essendo un anfibolo, appartiene agli inosilicati e pertanto alla famiglia minerale dei "silicati", e possiede composizione chimica ☐(NaMn2+)(Mg4Fe3+)Si8O22(OH)2.
La ferri-ghoseite è definita con:
- catione magnesio bivalente dominante in posizione C2+
- catione ferro ferrico Fe3+ dominante in posizione C3+
- anione idrossile OH- dominante in posizione W.

## Etimologia e storia
I cristalli trovati nel 1938 a Tirodi (nel distretto di Balaghat, India) valsero al minerale il nome tirodite; (nome oggi considerato un sinonimo di clino-suenoite) però la descrizione fornita non soddisfaceva gli standard richiesti per la descrizione e definizione di un nuovo minerale, e la composizione chimica della tirodite variava entro limiti troppo ampi per essere considerata un solo minerale.
Successivamente, nel 1993, il materiale descritto è stato studiato nuovamente e rinominato parvowinchite nell'ambito della nomenclatura degli anfiboli del 1997, e introdotto con il numero di registrazione IMA 2003-066 in seguito senza ulteriori indagini.
Nel dicembre 2012 il nome è stato modificato in ferri-ghoseite in seguito all'attribuzione del nome radice ghoseite al "rootname 11" definito nella revisione della nomenclatura degli anfiboli del 2012. Il nome è stato attribuito in onore del professore Subrata Ghose (1932-2015), docente di fisica dei minerali presso l'Università del Washington a Seattle e promotore dell'istruzione femminile in India.

## Classificazione
La classica nona edizione della sistematica dei minerali di Strunz, aggiornata dall'Associazione Mineralogica Internazionale (IMA) fino al 2009, elenca la ferri-ghoseite con il nome parvowinchite e la colloca nella classe "9. Silicati (germanati)" e da lì nella sottoclasse "9.D Inosilicati"; questa viene suddivisa più finemente in base alla struttura cristallina del minerale, in modo tale che la ferri-ghoseite (parvowinchite) possa essere trovata nella sezione "9.DE Inosilicati con catene doppie di periodo 2, Si4O11; clinoanfiboli" dove forma il sistema nº 9.DE.20.
Tale classificazione viene mantenuta anche nell'edizione successiva, proseguita dal database "mindat.org".
Nella Sistematica dei lapis (Lapis-Systematik) di Stefan Weiß la ferri-ghoseite è nella classe dei "silicati" e da lì nella sottoclasse degli "inosilicati"; qui il minerale si trova nella sezione di quelli che hanno struttura "[Si4O11] a due bande 6-; anfiboli Na-Ca" dove forma il sistema nº VIII/F.09.
Anche la classificazione dei minerali secondo Dana, usata principalmente nel mondo anglosassone, elenca la ferri-ghoseite nella famiglia dei silicati; qui è nella classe degli "inosilicati: catene doppie non ramificate, W=2" e nella sottoclasse degli "inosilicati: catene doppie non ramificate, configurazione anfibolo W=2" dove forma il "gruppo 3, gli anfiboli sodico-calcici" con il numero di sistema 66.01.03b.

## Abito cristallino
La ferri-ghoseite cristallizza nel sistema monoclino nel gruppo spaziale C2/m (gruppo nº 12) con i parametri reticolari a = 9,704 Å, b = 17,990 Å, c = 5,297 Å e β = 103,51°, oltre ad avere 2 unità di formula per cella unitaria.

## Origine e giacitura
La ferri-ghoseite è stata trovata associata a braunite, quarzo, rodonite e spessartina.
I siti in cui il minerale è stato trovato non sono molti e includono diverse miniere in India, tra cui la sua località tipo, la miniera di "Tirodi" (21.68333°N 79.73333°E) nel Madhya Pradesh, ma anche la miniera di "Gowari Wadhona" e il villaggio di Sitapur, entrambi nel distretto di Chhindwara, la miniera di "Chikla" nel Maharashtra e anche a Sitapur nell'omonimo distretto.
La ferri-ghoseite è stata trovata anche nei pressi del lago di Cignana in Valtournenche (Val d'Aosta, Italia); nei distretti di Gelnica, Košice-okolie, Rožňava e Spišská Nová Ves (Slovacchia); presso Rheinwald (Canton Grigioni) e presso Amsteg (Canton Uri), Svizzera; nella miniera di "Iimori" presso la città di Iwade (Prefettura di Wakayama) e nella miniera di "Gozaisho" presso la città di Iwaki (prefettura di Fukushima), Giappone; a Otjosondu nella Regione di Otjozondjupa (Namibia); nell'area di Bani Hamid (nell'emirato di Fujaira, Emirati Arabi Uniti); nella contea di Middlesex (Connecticut, Stati Uniti).

## Forma in cui si presenta in natura
La ferri-ghoseite si presenta in cristalli tabulari-prismatici di dimensioni fino a 7 cm. Il minerale è da trasparente a traslucido con lucentezza vitrea; il colore è giallo paglierino o arancione chiaro, mentre quello del suo striscio è bianco.